# Ejido Charco Largo
Ejido Charco Largo är en ort i Mexiko.   Den ligger i kommunen Guasave och delstaten Sinaloa, i den västra delen av landet, 1 200 km nordväst om huvudstaden Mexico City. Ejido Charco Largo ligger 22 meter över havet och antalet invånare är 152.
Terrängen runt Ejido Charco Largo är mycket platt. Runt Ejido Charco Largo är det ganska tätbefolkat, med 80 invånare per kvadratkilometer. Närmaste större samhälle är Guasave, 19,8 km väster om Ejido Charco Largo. Trakten runt Ejido Charco Largo består till största delen av jordbruksmark.